# IC 1984
IC 1984 ist eine Spiralgalaxie vom Hubble-Typ Sbc im Sternbild Pendeluhr am Südsternhimmel. Sie ist schätzungsweise 525 Millionen Lichtjahre von der Milchstraße entfernt und hat einen Durchmesser von etwa 110.000 Lj. 

Im selben Himmelsareal befinden sich u. a. die Galaxien NGC 1433 und IC 1976.
Das Objekt wurde am 6. Dezember 1899 von DeLisle Stewart entdeckt.